# Istituto per gli studi di politica internazionale
L'Istituto per gli studi di politica internazionale (ISPI) è un centro studi italiano, specializzato in analisi geopolitiche e delle tendenze politico-economiche globali.

## Storia
L'Istituto fu fondato nel 1934 come associazione ad opera di un gruppo di giovani intellettuali provenienti dalle università di Milano e di Pavia e aderenti alla Scuola di Mistica Fascista. Il suo scopo originario era quello di promuovere in Italia lo studio dei problemi internazionali.  Nella storia dei primi anni di vita dell’Ispi vi è la compresenza di uomini di schietto sentire fascista, volti alla costruzione di un apparato volto esplicitamente alla glorificazione della politica estera del regime, ma anche con una grande presenza di personaggi anche antifascisti come Giovanni Mira, Luigi Salvatorelli, Ugo La Malfa, Enrico Bonomi, Filippo Sacchi e Raffaele Mattioli. L’Istituto si svilupperà attorno a questo confronto di posizioni, magari in contraddizione. Nella mente dell’ideatore e poi direttore, Pierfranco Gaslini, l’Ispi avrebbe dovuto «educare» l’opinione pubblica alla politica estera del regime e più in generale alle relazioni internazionali, e al tempo stesso creare una nuova generazione di funzionari e diplomatici all’altezza di una «potenza» che aspirava a ruoli significativi nei Balcani, nel Mediterraneo e nel Corno d'Africa. Negli anni successivi si occupò principalmente dei temi correlati alla presenza italiana ed europea in Africa. I suoi campi di ricerca comprendevano anche più in generale gli aspetti storici e organizzativi della diplomazia e della politica internazionale.
Il primo presidente fu Alberto Pirelli, che ritornò alla sua presidenza nel 1946 dopo un periodo di commissariamento dell'ente.
Dal 1934 al 1938 l'Istituto pubblicò una rivista di studi e ricerche, la «Rassegna di politica internazionale».
Tra altre le pubblicazioni dell'istituto si possono ricordare:
- Annuario di politica internazionale (pubblicato tra il 1935 e il 1973),
- Relazioni Internazionali (pubblicata dal 1936 al 1984 e dopo il 1986),[7]
- Rapporto sullo stato del sistema internazionale (pubblicato tra il 1992 e il 2000),
- Global FP (pubblicato a partire dal 2000).

Nel 1950, l'ISPI ha costituito una propria scuola di formazione, la ISPI School.
L'ISPI è stato elevato a ente morale il 13 marzo 1972 con decreto del presidente della Repubblica Giovanni Leone n. 302, che pone l’organizzazione sotto la vigilanza del Ministero degli affari esteri e della cooperazione internazionale.
Ha sede a Palazzo Clerici, a Milano.

## Attività
Le attività di ricerca dell'Istituto si articolano in osservatori (Europa e governance globale; Medio Oriente e Nord Africa; Asia; Russia, Caucaso e Asia centrale; radicalizzazione e terrorismo internazionale; geoeconomia; cybersecurity) e programmi (Africa; America Latina; sicurezza energetica; relazioni transatlantiche; migrazioni).
È elencato nei rapporti ‘Global Go to Think Tank Index’, redatti dall'Università della Pennsylvania.

## Ricerca
L'obiettivo tradizionale della ricerca ISPI è quello di esaminare le tendenze politiche, strategiche ed economiche nel sistema internazionale. La sezione di ricerca principale contiene la pubblicazione finale dei progetti condotti dall'ISPI a volte congiuntamente con altri istituti. I risultati dei progetti di ricerca ISPI sono diffusi attraverso newsletter giornaliere, sul sito web e sui canali social dell'Istituto.
L'attività di ricerca presso l'Istituto è organizzata da centri (Asia, cybersecurity, Europa e governance globale, geoeconomia, Medio Oriente e Nord Africa, radicalizzazione e terrorismo internazionale, Russia, Caucaso e Asia centrale) e programmi  (Africa; Cina; Sicurezza energetica; America Latina; migrazioni; relazioni transatlantiche; religioni e relazioni internazionali). I Paesi specifici sono dedicati all'India e all'Iran.

## Palazzo Clerici

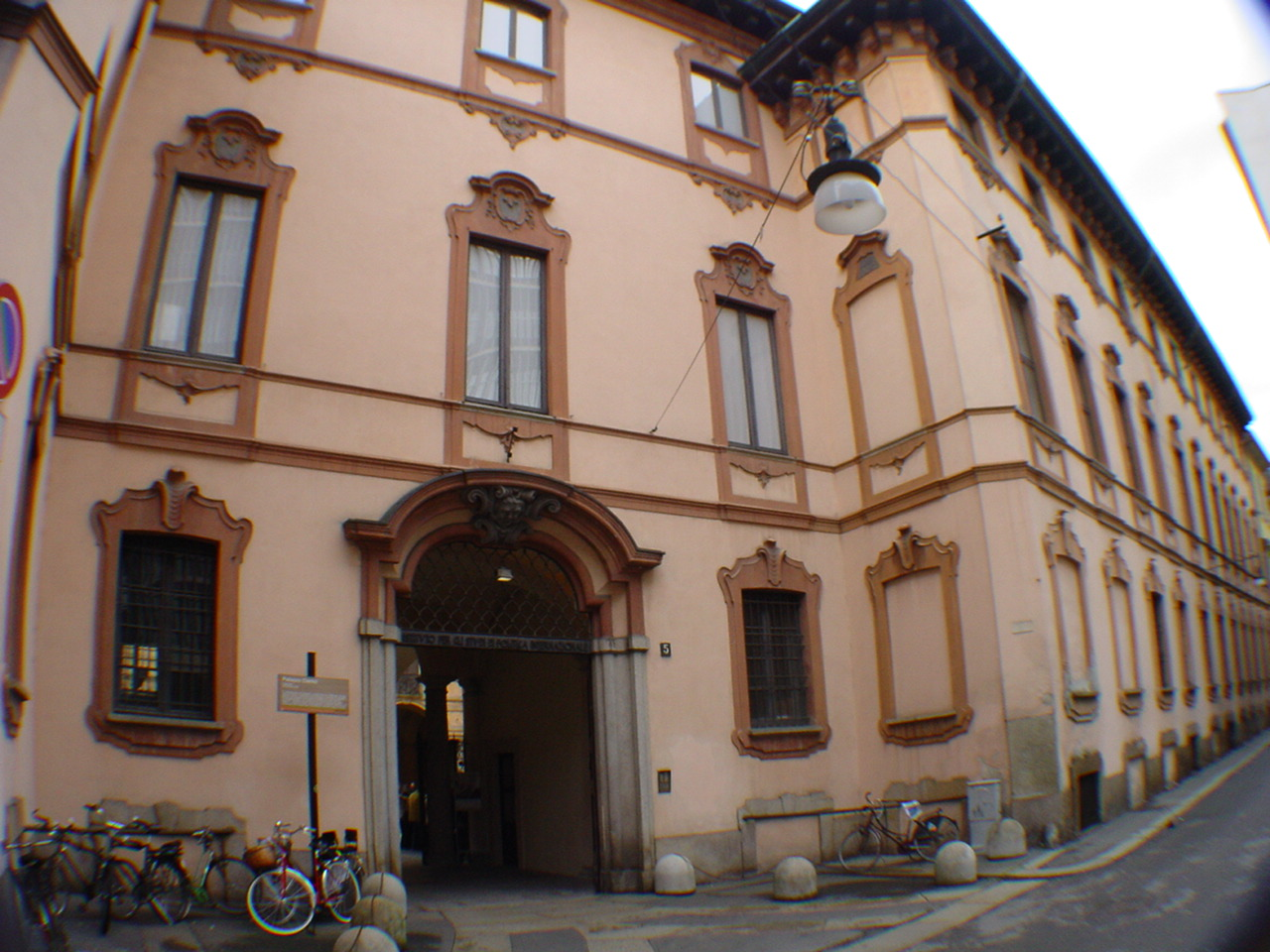
Palazzo Clerici

Situato nel cuore della città di Milano, in un quartiere conosciuto nel XVII secolo come la "Contrada del prestino" dei Bossi, Palazzo Clerici appartenne prima a Battista Visconti e fu acquistato nel 1653 dai Clerici, una famiglia di mercanti di seta e banchieri originari del lago di Como.
Gli austriaci, infatti, affidarono la gestione interna del Ducato alla famiglia di Clerici, che quindi aveva bisogno di una villa a Milano e il palazzo divenne in seguito una delle sontuose e lussuose residenze della città. Nel 1740 Giorgio Antonio Clerici chiese a Giambattista Tiepolo di coronare il successo e le realizzazioni affrescando la sala principale del suo palazzo. Alla sua morte, Palazzo Clerici passò nelle mani di un ramo secondario della famiglia; è in questo periodo, precisamente tra il 1773 e il 1778, che l'arciduca Ferdinando d'Austria visse qui, mentre aspettava l'ultimazione di Palazzo Reale. I nomi di alcune delle camere più sontuose e riccamente decorate, come la camera da letto e boudoir di Maria Teresa, possono essere datate a questi anni.
Dopo la caduta di Napoleone fu ceduto al governo austriaco e divenne la sede della corte d'appello nel 1862. Infine, nel 1942 fu consegnato all'ISPI, l'Istituto di studi politici internazionali, e l'Istituto è ancora oggi situato qui.